# Francoski hokejski hram slavnih
Francoski hokejski hram slavnih, ki je bil ustanovljen leta 2008 v Chamonixu, vsebuje najboljše francoske hokejiste, trenerje, sodnike in funkcionarje.

## Člani
2008
- Louis Magnus
- Jacques Lacarrière
- Pete Laliberté
- Jean Ferrand
- Philippe Bozon

2009
- Albert Hassler
- Daniel Huillier
- Henri Lafit
- Calixte Pianfetti
- Charles Ramsay

2010
- Camil Gélinas
- Claude Pourtanel
- Léon Quaglia
- Antoine Richer

2011
- Bernard Deschamps
- Philippe Lacarrière
- Jean Tarenbercque
- Christophe Ville

2012
- Alain Bozon
- Albert Fontaine
- Angela Lezziero
- Marie-Claude Raffoux

2013
- Joseph Cochet
- Marcel Guadaloppa
- Gilbert Itzicsohn
- Jean-Claude Sozzi
- Jean Vassieux

2014
- Jean Julien
- Patrice Pourtanel
- André Peloffy
- Charles Liberman

2015
- Philippe Rey
- Christian Pouget
- Daniel Maric
- Albert Kimmerling
- Léo Mounier

2016
- Jean-Louis Millon
- Thierry Monier
- Louis Smaniotto
- André Vuillermet
- Tristan Alric

2017
- Paul Lang
- Arnaud Briand
- Alain Mazza
- Corinne Dogemont

2018
- Cristobal Huet
- Fabrice Lhenry
- Baptiste Amar
- Laurent Meunier
- Dave Henderson

2019
- Guy Durand
- Guy Fournier
- Zdeněk Bláha
- André Catelin
- Bruno Ranzoni

2021
- Peter Almásy
- Yvan Guryca
- Michel Margerit
- Gwenola Personne
- Pierre Pousse

2023
- Lydie Breton
- Guy Dupuis
- Céline Parmentier
- Denis Perez
- Alain Vignais